# First Love (이루마의 음반)
《First Love》은 이루마의 두 번째 정규 음반이다. 세계적인 스튜디오 영국 METROPOLIS 레코딩, 세계적인 프로듀서 이안 쿠퍼가 앨범 제작에 참여하였으며, 제작 당시 이안 쿠퍼가 호평한 앨범이기도 하다. 최상의 사운드와 뛰어난 음악적 완성도로 여전히 가장 많이 사랑받고 있는 스테디셀러이다. 본 앨범에는 유난히 이루마의 대표곡이 많이 수록되어 있는데 드라마 〈"겨울연가"〉의 최지우 테마곡 "When The Love Falls", SBS 〈"순수의 시대"〉에 삼입된 "I"를 비롯하여 "MAY Be", "It's Your Day", "River Flows In You" 등이 수록되어 있다.

## 수록곡
전체 작곡: 이루마
| #   | 제목                             | 재생 시간 |
| --- | -------------------------------- | --------- |
| 1.  | 〈"I"〉                          | 4:07      |
| 2.  | 〈"May Be"〉                     | 5:06      |
| 3.  | 〈"Love Me"〉                    | 4:06      |
| 4.  | 〈"River Flows In You"〉         | 3:38      |
| 5.  | 〈"Passing By"〉                 | 4:37      |
| 6.  | 〈"It's Your Day"〉              | 3:41      |
| 7.  | 〈"When The Love Falls"〉        | 3:14      |
| 8.  | 〈"Left My Hearts"〉             | 3:12      |
| 9.  | 〈"Tome Forgets..."〉            | 4:58      |
| 10. | 〈"On The Way"〉                 | 4:39      |
| 11. | 〈"Till I Found You"〉           | 3:43      |
| 12. | 〈"If I Could See Again"〉       | 3:25      |
| 13. | 〈"Drean A Little Dream Of Me"〉 | 3:12      |
| 14. | 〈"I..."〉                       | 4:15      |
| 15. | 〈"Farewell"〉                   | 2:31      |